# Viksjön, Närke
Viksjön är en sjö i Askersunds kommun i Närke och ingår i Motala ströms huvudavrinningsområde. Sjön har en area på 0,457 kvadratkilometer och ligger 172,7 meter över havet.

## Delavrinningsområde
Viksjön ingår i det delavrinningsområde (652110-145570) som SMHI kallar för Mynnar i Vättern. Medelhöjden är 156 meter över havet och ytan är 31,13 kvadratkilometer. Det finns inga avrinningsområden uppströms utan avrinningsområdet är högsta punkten. Vattendraget som avvattnar avrinningsområdet har biflödesordning 3, vilket innebär att vattnet flödar genom totalt 3 vattendrag innan det når havet efter 160 kilometer. Avrinningsområdet består mestadels av skog (71 procent). Avrinningsområdet har 0,75 kvadratkilometer vattenytor vilket ger det en sjöprocent på 2,4 procent. Bebyggelsen i området täcker en yta av 2,61 kvadratkilometer eller 8 procent av avrinningsområdet.